# アンドリュス・スケルラ
アンドリュス・スケルラ（Andrius Skerla, 1977年4月29日 - ）は、リトアニア・ヴィリニュス出身の元サッカー選手、サッカー指導者。現役時代のポジションはディフェンダー。
2008年9月6日に行われた、2010 FIFAワールドカップ・ヨーロッパ予選のルーマニア代表戦に出場。自身の代表出場試合数を75に伸ばした。この数字は当時リトアニア代表における最多出場記録であったが、その後サウリウス・ミコリウナスが最多出場記録を更新した。